# 펜들턴 워드
펜들턴 "펜" 워드(영어: Pendleton "Pen" Ward, 1982년 7월 8일 ~)는 미국의 애니메이터, 각본가 그리고 카툰 네트워크 스튜디오와 프레드레이터 스튜디오의 프로듀서이자 성우이다. 대표작으로는 에미상을 받은 애니메이션 시리즈인 《핀과 제이크의 어드벤처 타임》(2007)과 인터넷 시리즈인 《용감한 전사들》(2012)이 있다.
캘리포니아 인스티튜트 오브 디 아츠(CalArts)의 애니메이션 과정을 졸업했다. 텍사스주 샌안토니오에서 태어났고, 현재 로스앤젤레스에 거주하고 있다.